# Каратобе (городище, Жамбылская область)
Каратобе́ (каз. Қаратөбе) — городище X—XIII веков, расположенное на территории современного Меркенского района Жамбылской области Казахстана приблизительно в 13 км от районного центра села Мерке.
Представляет собой холм высотой 3,5 м, в плане обладающий формой квадрата размерами 45×45 м с сильно скруглёнными углами.
Городище Каратобе обследовалось в 1988 году археологической экспедицией Казахского государственного университета (ныне Казахский национальный университет имени аль-Фараби). В ходе раскопок добыты керамические предметы посуды: кувшины, горшки, чашки и др. Установлено, что жители занимались скотоводством и земледелием.